# Одна страна, две системы
«Одна страна, две системы» (кит. трад. 一國兩制, упр. 一国两制, пиньинь yī guó liǎng zhì, палл. и го лян чжи) — идея, предложенная в начале 1980-х годов Дэн Сяопином, руководителем Китайской Народной Республики, в соответствии с которой политическая система Китая должна была претерпеть изменения. Дэн Сяопин предложил вариант, при котором существовал бы только один Китай, но при этом такие территории, как Гонконг, Макао и Тайвань, могли бы иметь свои собственные капиталистические экономические и политические системы, в то время как в остальной части Китая существовала бы социалистическая система. В соответствии с предложением, Тайвань мог бы сохранить свою собственную политическую систему, юрисдикцию, вооружение, экономику и финансовую систему, включая коммерческие и культурные соглашения с другими странами, и получить конкретные права в международных отношениях.